# АСК виробничо-господарською діяльністю
АСК виробни́чо-госпо́дарською дія́льністю (АСК ВГД), (рос. АСУ производственно-хозяйственной деятельностью (АСУ ПХД); англ. production-economic activities ACS;. нім. automatisches Steuersystem der produktionswirtschaftlichen Tätigkeit (ASS PWT)) — у газовій промисловості — автоматизована система керування (АСК) виробничо-господарчою діяльністю дочірніх підприємств (газотранспортних, газовидобувних і т. д.) НАК «Нафтогаз України» та інших її виробничих підрозділів.